# Zabrekve
Zabrekve – wieś w Słowenii, w gminie Železniki. W 2018 roku liczyła 63 mieszkańców.